# Соулсбівілл (Каліфорнія)
Соулсбівілл (англ. Soulsbyville) — переписна місцевість (CDP) в США, в окрузі Туолемі штату Каліфорнія. Населення — 2092 особи (2020).

## Географія
Соулсбівілл розташований за координатами 37°59′29″ пн. ш. 120°15′46″ зх. д. / 37.99139° пн. ш. 120.26278° зх. д. (37.991339, -120.262774).  За даними Бюро перепису населення США в 2010 році переписна місцевість мала площу 7,81 км², з яких 7,80 км² — суходіл та 0,02 км² — водойми.

## Демографія
Згідно з переписом 2010 року, у переписній місцевості мешкало 2215 осіб у 871 домогосподарстві у складі 601 родини. Густота населення становила 284 особи/км².  Було 959 помешкань (123/км²).
Расовий склад населення:
| - 92,0 % — білих - 1,9 % — корінних американців - 0,6 % — азіатів - 0,1 % — вихідців з тихоокеанських островів - 0,1 % — чорних або афроамериканців - 1,7 % — осіб інших рас |

До двох чи більше рас належало 3,6 %. Частка іспаномовних становила 9,3 % від усіх жителів.
За віковим діапазоном населення розподілялося таким чином: 22,7 % — особи молодші 18 років, 61,5 % — особи у віці 18—64 років, 15,8 % — особи у віці 65 років та старші. Медіана віку мешканця становила 42,9 року. На 100 осіб жіночої статі у переписній місцевості припадало 101,4 чоловіків;  на 100 жінок у віці від 18 років та старших — 97,6 чоловіків також старших 18 років.
Середній дохід на одне домашнє господарство  становив 73 733 долари США (медіана — 73 656), а середній дохід на одну сім'ю — 79 249 доларів (медіана — 75 395). Медіана доходів становила 54 861 долар для чоловіків та 44 044 долари для жінок. За межею бідності перебувало 7,4 % осіб, у тому числі 6,2 % дітей у віці до 18 років та 0,0 % осіб у віці 65 років та старших.
Цивільне працевлаштоване населення становило 806 осіб. Основні галузі зайнятості: мистецтво, розваги та відпочинок — 23,4 %, публічна адміністрація — 17,6 %, освіта, охорона здоров'я та соціальна допомога — 17,1 %.